# Econofizică
Econofizica este o știință interdisciplinară, care aplică teorii și metode din fizică pentru rezolvarea problemelor economice. Aceasta a început să se contureze începând cu anii 1990. 